# ピーター・シムプル

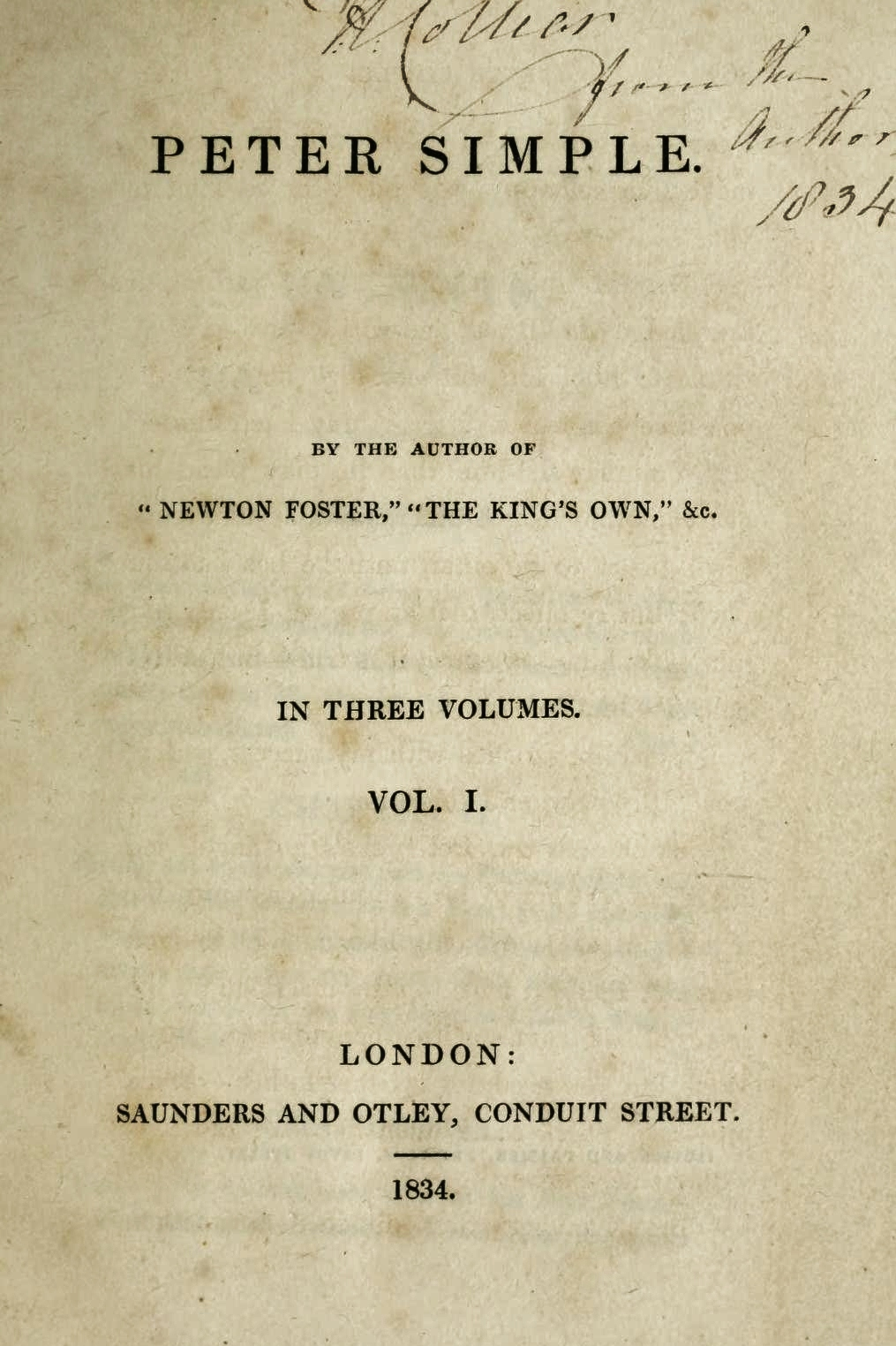

『ピーター・シムプル』は、元英国海軍艦長であるフレデリック・マリアットが1833年に発表した海洋冒険小説である。ナポレオン戦争に従軍した著者の実体験をもとに主人公であるシムプル士官候補生の成長をユーモアも交えて描いている。実体験に基づく迫真の描写との賛辞もあり海洋冒険小説の古典とされている。
日本では岩波書店より邦訳が出版されている。

## 主な登場人物
- ピーター・シムプル - 主人公。一族きっての大莫迦者であり、14歳で士官候補生として海軍入りする。
- オブライエン - 親友・保護者。アイルランド出身の先輩士官。邦訳版では江戸っ子口調で話す。
- プリヴィリッヂ子爵 - 祖父。政官界に顔の利く超実力者だが、ピーターの将来にはあまり関心が無い。
- セレステ - 恋人。負傷したピーターを看病する。

## 日本語訳
- 『ピーター候補生 - ピーター・シンプル』（伊藤俊男訳）　東京創元社、世界大ロマン全集18 　1957
- 『ピーター・シムプル 上』 （伊藤俊男訳） 岩波文庫 ISBN 4003228812
- 『ピーター・シムプル 中』 （伊藤俊男訳） 岩波文庫 ISBN 4003228820
- 『ピーター・シムプル 下』 （伊藤俊男訳） 岩波文庫 ISBN 4003228839